# Gesneria fruticosa
Gesneria fruticosa là một loài thực vật có hoa trong họ Tai voi. Loài này được (L.) Kuntze mô tả khoa học đầu tiên năm 1891.